# 江西省の大学一覧
江西省の大学一覧（こうせいしょうのだいがくいちらん）は中国の江西省にある大学の一覧である。
- 南昌大学
- 華東交通大学
- 江西農業大学
- 江西師範大学
- 江西財経大学
- 江西理工大学
- 東華理工大学
- 南昌航空大学
- 景徳鎮陶瓷大学
- 南昌工程学院
- 江西中医学院
- 贛南医学院
- 井岡山大学
- 江西科技師範学院
- 上饒師範学院
- 贛南師範大学
- 宜春学院
- 九江学院
- 江西外語外貿職業学院